# San Marcelino
San Marcelino é um município de  primeira classe de renda municipal (d) na província Zambales, nas Filipinas. De acordo com o censo de 1 de maio  de  2020 possui uma população de 37 719 pessoas e 9 773 domicílios.